# Relations entre l'Iran et le Koweït
Les relations entre l'Iran et le Koweït constituent les relations étrangères bilatérales entre le république islamique d'Iran et l'État du Koweït.
Le Koweït et l'Iran ont des liens historiques de longue date qui s'étendent sur des centaines d'années, en particulier à l'ère pré-pétrolière. Les relations se détériorent avec la révolution iranienne en 1979 et la guerre Iran-Irak dans les années 1980. Les relations s'améliorent après l'invasion irakienne du Koweït.

## Historique
Historiquement, le Koweït possède des liens politiques, économiques et culturels étroits avec l'Iran. En 1961, le Koweït devient un pays indépendant acquérant sa souveraineté. Dans les années 1980, le Koweït se range du côté de l'Irak pendant la guerre Iran-Irak. Les relations irano-koweïtiennes sont alors endommagées et l'Iran commence à effectuer des attaques sur des navires koweïtiens, y compris pétroliers. Les relations du Koweït avec l'Iran s'améliorent par la suite lorsque l'Iran dénonce l'Irak pour avoir envahi le Koweït pendant la guerre du Golfe en 1991,.
La politique étrangère de l'Iran change avec l'élection en 2005 d'Ahmadinejad plus radical, ce qui a une influence négative sur ses relations avec la communauté internationale. Les choses s'améliorent lorsque Hassan Rohani arrive au pouvoir en 2013. En 2014, le sous-secrétaire koweïtien aux Affaires étrangères, Khaled Al-Jarallah, déclare qu'il souhaite développer des relations "excellentes et historiques" avec l'Iran,.
Le Koweït est préoccupé par les ambitions régionales iraniennes, trouvant l'influence iranienne en Irak, en Syrie et au Liban mal accueillie. Cependant, le Koweït continue d'entretenir des relations amicales avec l'Iran. En 2018, après que le président américain Donald Trump ait annoncé le retrait des États-Unis de l'accord sur le nucléaire iranien, le Koweït choisit de maintenir des liens formels avec l'Iran, tandis que l'Arabie saoudite, le Bahreïn et les Émirats arabes unis expriment leur ferme soutien au retrait. Auparavant, le Koweït avait refusé de suivre l'exemple de l'Arabie saoudite dans la rupture des relations diplomatiques à la suite de l'attaque de 2016 contre les missions diplomatiques saoudiennes en Iran.
En 2018, les plans de développement économique annoncés par le Koweït, tels que le "projet Silk City", comprennent le développement de liens économiques mutuellement bénéfiques avec l'Iran (similaires aux liens économiques actuels de l'Iran avec Dubaï aux Émirats arabes unis),.
Lors du déclenchement de la pandémie de COVID-19 en 2020, le Koweït fournit 10 millions de dollars d'aide humanitaire à l'Iran,.
Le 26 mars 2022, l'Iran déclare qu'un accord signé dans la semaine par l'Arabie saoudite et le Koweït pour développer le champ gazier de Durra est "illégal" puisque Téhéran détient une participation dans le champ et doit être inclus dans toute initiative visant à l'exploiter et à le développer.
Le 13 avril 2022, l'Arabie saoudite et le Koweït invitent l'Iran à mener des pourparlers pour définir la frontière orientale d'une zone offshore riche en énergie, selon l'agence de presse d'État saoudienne SPA.

## Migrations historiques
Les 'Ajam du Koweït (Perses du Koweït), sont des citoyens koweïtiens d'origine iranienne, qui ont émigré au Koweït au cours des deux derniers siècles,,. Historiquement, les ports persans fournissent la plupart des besoins économiques du Koweït. Marafi Behbahani est l'un des premiers marchands à s'installer au Koweït au XVIIIe siècle.
La plupart des citoyens chiites koweïtiens sont d'ascendance iranienne,,,,,,. Cependant, de nombreux Koweïtiens d'origine iranienne sont des musulmans sunnites tels que les familles Al-Kandari et Awadhi d'ascendance Larestani. Certains Koweïtiens d'origine baloutche iranienne sont musulmans sunnites,. Les familles baloutches immigrent au Koweït pour la première fois au XIXe siècle.
Les sous-dialectes persans de Larestani, Khonji, Bastaki et Gerashi influencent le vocabulaire de l'arabe koweïtien.